# Barbie in le 12 principesse danzanti (videogioco)
Barbie in le 12 principesse danzanti (Barbie in The 12 Dancing Princesses) è un videogioco d'avventura per bambine pubblicato nel 2007 dalla Activision e reso disponibile per Nintendo DS, Game Boy Advance, PlayStation 2 e Microsoft Windows. Il titolo è ispirato alla popolare fashion doll Barbie, ed in particolar modo al film d'animazione Barbie in le 12 principesse danzanti.